# Alexander Chaplin
Alexander Chaplin (New York, 20 maart 1971), geboren als Alexander Gaberman, is een Amerikaans acteur.

## Biografie
Chaplin heeft de high school doorlopen aan de John Jay High School in New York, hierna ging hij studeren aan de Juilliard School. Hij is getrouwd en heeft een dochter.
Chaplin is vooral bekend van zijn rol als James Hobert in de televisieserie Spin City waar hij in 100 afleveringen speelde (1996-2000).

## Filmografie[2]

### Films
Uitgezonderd korte films.
- 2019 The Assistant - als Max
- 2019 The Report - als Sean Murphy
- 2014 Wish I Was Here - als rabbijn Rosenberg
- 2013 Syrup - als Paul
- 2007 Marlowe – als Barry
- 2007 New York City Serenade – als Terry
- 2006 Shut Up and Sing – als Ted
- 2005 Confessions of a Dog – als ??
- 2004 Dog Gone Love – als Steven Merritt
- 2003 All Grown Up – als ??
- 2002 Alma Mater – als William Anderson
- 1999 30 Days – als Mike Charles
- 1995 The Basketball Diaries – als Bobo

### Televisieseries
Uitgezonderd eenmalige gastrollen.
- 2022 - 2024 Pretty Little Liars: Original Sin - als Steve Bowers - 6 afl.
- 2004 – 2007 Scrubs – als Sam Thompson – 3 afl.
- 1996 – 2000 Spin City – als James Hobert – 100 afl.
- 1992 ABC Afterschool Specials – als Spinner – 3 afl.

- Library of Congress Control Number: no2010132710
- Virtual International Authority File: 152857668
- WorldCat: E39PBJbCQyhmmkrYFHkF48jgrq